# Вечный зов (ресторан)
 «Вечный зов» — ресторан высокого ценового сегмента в Томске, расположенный на Советской улице, д. 47.
Ресторан развивает направление «северной кухни». В интерьере ресторана антикварные вещи XIX века, движущаяся кукла «нищий».

## История
Ресторан создан в 1999 году известным томским и сибирским ресторатором Владимиром Бурковским, когда открытый им же ранее в Томске исторический ресторан «Славянский базар» стал на реконструкцию. Попытки ресторатора отстоять свою торговую марку «Вечный зов» и в Новосибирске успехов не принесли, и он отказался от этих планов.
Ресторан занимает здание 1850 года постройки (один из самых старых каменных домов в городе — бывшее исправительное арестантское отделение № 2, объект культурного наследия № 7000214000). Рестораторы использовали опыт иностранных специалистов (в основном немецких), уже ушедших на пенсию в своих странах и без всяких гонораров приехавших в Томск делиться знаниями.
К 400-летию Томска (2004) ресторан аккредитовывался на предмет соответствия пожарным и санитарным нормам, наличия соответствующих сертификатов и качества сырьевой базы.
В апреле 2006 года ресторан «Вечный зов» посетили В. В. Путин и А. Меркель, прибывшие в Томск в рамках проведения VII российско-германских межправительственных переговоров. По словам Путина, сибирская кухня Меркель понравилась, она даже попробовала мясо медведя.
В сентябре 2017 года Антимонопольная служба возбудила два дела в отношении Межрегионального территориального управления Росимущества, которые касались продления договора с ООО «Тайм» об аренде помещения ресторана без проведения торгов исторического здания, первоначально суд принял решение о возврате исторического здания в казну. Однако после ряда разбирательств и проведения торгов в декабре 2018 года договор аренды с Росимуществом был всё же перезаключён на период до 2023 года.

## Награды
«Золотой журавль» (2001)
Лауреат городских конкурсов («Томский дворик» и др.)